# Ōta Sukekatsu
Ōta Sukekatsu est un nom japonais traditionnel ; le nom de famille (ou le nom d'école), Ōta , précède donc le prénom (ou le nom d'artiste).
Ōta Sukekatsu (太田 資功) (24 juin 1827 - 12 février 1862) est le 6e daimyō du domaine de Kakegawa dans la province de Tōtōmi, (moderne préfecture de Shizuoka) de la fin de l'époque d'Edo de l'histoire du Japon.

## Biographie
Ōta Sukekatsu est le fils ainé d'Ōta Sukemoto, 5e daimyō du domaine de Kakegawa. Il devient chef du clan Ōta et daimyō de Kakegawa lorsque Sukemoto se retire le 10 juin 1841. Il est nommé aux fonctions de sōshaban et jisha-bugyō, mais faisant valoir sa mauvaise santé, démissionne de ses postes en 1856. Il précède son père, puisqu'il meurt en 1862 à l'âge de 34 ans.
Ōta Sukekatsu est marié à une fille d'Aoyama Tadanaga, daimyō du domaine de Sasayama et on sait qu'il a au moins une fille. Cependant, à sa mort, la position de daimyō de Kakegawa passe à son frère cadet, Ōta Sukeyoshi.
Sa tombe se trouve au Myōhokke-ji à Mishima dans la préfecture de Shizuoka, temple du clan Ōta.

## Source de la traduction
- (en) Cet article est partiellement ou en totalité issu de l’article de Wikipédia en anglais intitulé « Ōta Sukekatsu » (voir la liste des auteurs).